# Paloma López Bermejo
Paloma López Bermejo (Madrid, 20 de febrero de 1962) es una sindicalista y política española. Fue elegida eurodiputada en las elecciones europeas de 2014, en la lista de la Izquierda Plural, a propuesta de Izquierda Unida.

## Biografía
Su formación es la de profesora de Educación General Básica (EGB) Entre 1978 y 1982 trabajó en varias empresas informáticas. Entre 1984 y 1998 trabajó en la Asociación Telefónica de Asistencia a Minusválidos (ATAM) como educadora. Desde 1986 compaginó su trabajo con la labor sindical. Primero como presidenta del comité de empresa de ATAM (1986-1996). Desde 1996, como responsable de la Secretaría de Política Social y Migraciones en Comisiones Obreras (CCOO) de Madrid (a partir de 1998 a tiempo completo). En 2000, pasó a ocupar la Secretaría de Política Social e Inmigraciones en CCOO, cargo que mantuvo hasta 2002. Entre 2004 y 2008 volvió a ocupar responsabilidades en CCOO Madrid, ocupando la Secretaría de Participación y Desarrollo Organizativo. Al mismo tiempo fue vocal de la Comisión Ejecutiva Confederal de CCOO.
En el 9.º Congreso Confederal de Comisiones Obreras (2008) fue elegida secretaria de Empleo y Migraciones. Abandonó el cargo a principios de marzo de 2014 para presentarse como candidata a las elecciones europeas por la lista de la Izquierda Plural. Fue propuesta por Izquierda Unida como representante de los movimientos sociales. Ocupó el número dos de la candidatura y logró escaño. Tras la constitución de la cámara, se integró en el Grupo Confederal de la Izquierda Unitaria Europea / Izquierda Verde Nórdica (GUE-NGL) donde fue miembro pleno de la Comisión de Industria, Investigación y Energía y vicepresidenta del Intergrupo del Sáhara Occidental.
Desde 2021, es Secretaria General de CCOO Madrid.